# تاریخچه نسخه‌های ویندوز ۱۰
ویندوز ۱۰ یک سیستم عامل است که مایکروسافت ساخته شده‌است. مایکروسافت ویندوز ۱۰ را به عنوان " اجاره نرم‌افزار " توصیف می‌کند که به‌طور مداوم ویژگی‌ها و عملکردهای خود را دریافت می‌کند، این قابلیت را برای محیط‌های سازمانی فراهم می‌کند تا با سرعت کمتری به روزرسانی‌های غیر مهم را دریافت کنند یا از نقاط عطف پشتیبانی طولانی مدت استفاده کنند فقط در طول ۵ سال از پشتیبانی جریان اصلی، به روزرسانی‌های مهم مانند وصله‌های امنیتی را دریافت کنید. اولین بار در ژوئیه ۲۰۱۵ منتشر شد.

## تاریخچه نسخه‌ها
ساختهای اصلی ویندوز ۱۰ با برچسب "YYMM"، با YY نشان دهنده سال دو رقمی و MM به نمایندگی از ماه انتشار برنامه‌ریزی شده‌است (به عنوان مثال، نسخه ۱۵۰۷ مربوط به ورژنی است که در ابتدا در ژوئیه ۲۰۱۵ منتشر شد). با شروع نسخه 20H2، نامگذاری انتشار ویندوز ۱۰ از الگوی سال و ماه به الگوی یک سال و نیم سال تغییر یافت (YYH1، YYH2).
| راهنما: | نسخه قدیمی | نسخه قدیمی، مورد استفاده | آخرین نسخه | نسخه رونمایی شده |

### نسخه ۱۵۰۷
مقاله اصلی: windows 10 (original release)

### نسخه ۱۵۱۱ (به‌روزرسانی در نوامبر)
مقاله اصلی: windows 10 1511 (original release)
دومین بیلد پایدار ویندوز 10 نسخه 1511 (با شماره ساخت 10586) است که به آپدیت نوامبر معروف است. در طول توسعه با اسم رمز "آستانه 2" (TH2) شناخته شد. این نسخه از طریق Windows Update در 12 نوامبر 2015 توزیع شد. این نسخه شامل پیشرفت‌های مختلفی در سیستم عامل، رابط کاربری آن، خدمات همراه و همچنین معرفی برنامه‌های پیام‌رسان جهانی مبتنی بر اسکایپ و فروشگاه ویندوز برای مشاغل و ویندوز است. به‌روزرسانی برای ویژگی‌های تجاری.
در 21 نوامبر 2015، به‌روزرسانی نوامبر به طور موقت از توزیع عمومی خارج شد. این ارتقا در 24 نوامبر 2015 مجدداً اجرا شد و مایکروسافت اعلام کرد که حذف به دلیل اشکالی است که باعث می‌شود تنظیمات حریم خصوصی و جمع‌آوری داده‌ها در هنگام نصب ارتقاء به حالت پیش‌فرض بازنشانی شوند.

### نسخه ۱۶۰۷ (به‌روزرسانی سالگرد)
سومین بیلد پایدار ویندوز 10 نسخه 1607 نام دارد که با نام Anniversary Update شناخته می شود. در طول توسعه با اسم رمز "Redstone 1" (RS1) شناخته شد. این نسخه در 2 آگوست 2016، کمی بیش از یک سال پس از اولین انتشار پایدار ویندوز 10 منتشر شد. در ابتدا تصور می شد که به روز رسانی سالگرد برای دو به روز رسانی ویژگی کنار گذاشته شده است. در حالی که قرار بود هر دو در ابتدا در سال 2016 منتشر شوند، دومی به سال 2017 منتقل شد تا در هماهنگی با موج دستگاه های شخص اول مایکروسافت در آن سال منتشر شود.
به‌روزرسانی سالگرد ویژگی‌های جدیدی مانند پلتفرم Windows Ink را معرفی می‌کند، که توانایی افزودن پشتیبانی ورودی قلم به برنامه‌های پلتفرم جهانی ویندوز را آسان‌تر می‌کند و یک منطقه جدید "Ink Workspace" را با پیوندهایی به برنامه‌ها و ویژگی‌های قلم‌گرا ارائه می‌دهد. بهبود عملکردهای پیشگیرانه کورتانا، حالت تم رابط کاربری تاریک، نسخه جدیدی از اسکایپ که برای کار با پلتفرم جهانی ویندوز طراحی شده است، بهبودهایی در پلتفرم یونیورسال ویندوز در نظر گرفته شده برای بازی های ویدئویی، [13] و اسکن آفلاین با استفاده از Windows Defender. [21] به روز رسانی Anniversary همچنین از Windows Subsystem for Linux یا همان WSL پشتیبانی می کند، یک جزء جدید که محیطی را برای اجرای نرم افزار باینری سازگار با لینوکس در یک محیط حالت کاربر مبتنی بر اوبونتو فراهم می کند.
در نصب‌های جدید ویندوز 10 بر روی سیستم‌هایی که بوت امن فعال است، همه درایورهای حالت هسته که پس از 29 ژوئیه 2015 صادر شده‌اند، باید به صورت دیجیتالی با یک گواهی اعتبار سنجی توسعه یافته صادر شده توسط مایکروسافت امضا شوند.
این نسخه مبنایی برای "LTSB 2016" است، که اولین ارتقاء به LTSB از زمان انتشار ویندوز 10 است. اولین نسخه LTSB، بر اساس RTM (نسخه 1507)، به صورت ماسبق به نام "LTSB 2015" نامگذاری شده است.

### نسخه ۱۷۰۹ (بروزرسانی پاییز خالقان)
پنجمین بیلد پایدار ویندوز 10 نسخه 1709 نام دارد که با نام Fall Creators Update شناخته می شود. در طول توسعه با اسم رمز "Redstone 3" (RS3) شناخته شد. این نسخه در 17 اکتبر 2017 منتشر شد. نسخه 1709 ویژگی جدیدی به نام "مردم من" معرفی می کند که در آن میانبرهای مخاطبین "مهم" را می توان در نوار وظیفه نمایش داد. اعلان‌های مربوط به این مخاطبین در بالای تصاویر مربوطه ظاهر می‌شوند و کاربران می‌توانند از طریق اسکایپ، ایمیل یا پیام‌های متنی (ادغام با دستگاه‌های Android و Windows 10 Mobile) با مخاطب ارتباط برقرار کنند. پشتیبانی از خدمات اضافی، از جمله Xbox، Skype برای کسب و کار، و ادغام شخص ثالث، قرار است در آینده اضافه شود. فایل‌ها را نیز می‌توان مستقیماً به تصویر مخاطب کشیده و آنها را به اشتراک گذاشت. My People در ابتدا برای Creators Update اعلام شد، اما در نهایت به نسخه بعدی موکول شد، و اولین حضور عمومی خود را در ساخت 16184 در اواخر آوریل 2017 انجام داد. یک ویژگی جدید "Files-on-Demand" برای OneDrive به عنوان جایگزینی جزئی برای عملکرد "placeholders" قبلی عمل می کند.
همچنین یک ویژگی امنیتی جدید به نام «دسترسی به پوشه کنترل‌شده» را معرفی می‌کند که می‌تواند برنامه‌های مجاز برای دسترسی به پوشه‌های خاص را محدود کند. این ویژگی عمدتاً برای دفاع در برابر باج‌افزار رمزگذاری فایل طراحی شده است. این همچنین اولین نسخه ای است که درایورهای DCH را معرفی می کند.

### نسخه ۱۸۰۳ (به‌روزرسانی آوریل ۲۰۱۸)
ششمین بیلد پایدار ویندوز 10 نسخه 1803 نام دارد که به آپدیت آوریل 2018 معروف است. در طول توسعه با اسم رمز "Redstone 4" (RS4) شناخته شد. این نسخه به صورت یک بارگیری دستی در 30 آوریل 2018، با عرضه گسترده در 8 می 2018 منتشر شد. این به روز رسانی در ابتدا قرار بود در 10 آوریل منتشر شود، اما به دلیل یک اشکال که می تواند شانس "صفحه آبی مرگ (BSOD)" (خطای توقف) را افزایش دهد، به تعویق افتاد.
مهمترین ویژگی این بیلد Timeline است که در Task View نمایش داده می شود. این به کاربران امکان می دهد لیستی از اسناد و وب سایت های اخیراً استفاده شده را از برنامه های پشتیبانی شده ("فعالیت ها") مشاهده کنند. وقتی کاربران با جمع‌آوری داده‌های مایکروسافت از طریق Microsoft Graph موافقت می‌کنند، می‌توان فعالیت‌ها را از دستگاه‌های Android و iOS پشتیبانی‌شده همگام‌سازی کرد.

### نسخه ۱۸۰۹ (به‌روزرسانی اکتبر ۲۰۱۸)
هفتمین بیلد پایدار ویندوز 10 نسخه 1809 نام دارد که به‌روزرسانی اکتبر 2018 معروف است. در طول توسعه با اسم رمز "Redstone 5" (RS5) شناخته شد. این نسخه در 2 اکتبر 2018 منتشر شد. ویژگی های برجسته در این ساخت شامل به روز رسانی عملکرد کلیپ بورد (از جمله پشتیبانی از تاریخچه کلیپ بورد و همگام سازی با سایر دستگاه ها)، صفحه کلید مجازی SwiftKey، Snip & Sketch، و File Explorer که از حالت طرح رنگ تیره پشتیبانی می کند.
در 6 اکتبر 2018، این ساخت توسط مایکروسافت به دنبال گزارش‌های مجزا از فرآیند به‌روزرسانی حذف فایل‌ها از دایرکتوری‌های کاربر کشیده شد.[52] در تاریخ 9 اکتبر مجدداً در کانال Windows Insider منتشر شد و مایکروسافت از یک اشکال در تابع شناخته شده تغییر مسیر پوشه OneDrive به عنوان مقصر نام برد.
در 13 نوامبر 2018، مایکروسافت عرضه 1809 را برای درصد کمی از کاربران از سر گرفت.
نسخه خدمات طولانی مدت، Windows 10 Enterprise 2019 LTSC، بر اساس این نسخه است و از نظر ویژگی ها معادل است.

### نسخه ۱۹۰۳ (به‌روزرسانی مه ۲۰۱۹)
هشتمین ساخت پایدار ویندوز 10، نسخه 1903، با کد "19H1"، پس از اینکه از 8 آوریل 2019 در شعبه پیش نمایش Insider Release قرار داشت، در 21 مه 2019 برای در دسترس بودن عمومی منتشر شد.[58] به دلیل روش‌های جدیدی که پس از مشکلاتی که بر به‌روزرسانی ۱۸۰۹ تأثیر گذاشت، مایکروسافت از فرآیند انتشار به‌روزرسانی ویندوز عمداً کندتر استفاده کرد.[59][60][61]
ویژگی‌های جدید در به‌روزرسانی شامل ابزار جستجوی بازطراحی‌شده – جدا از کورتانا و جهت‌گیری به سؤالات متنی، تم جدید «Light» (به‌عنوان پیش‌فرض در Windows 10 Home) با استفاده از نوار وظیفه سفید رنگ با نمادهای تیره، افزودن نمادها و kaomoji به منوی ورودی ایموجی، قابلیت «مکث» به‌روزرسانی‌های سیستم، «عیب‌یابی توصیه‌شده» خودکار، ادغام با Google Chrome در Timeline از طریق یک برنامه افزودنی، پشتیبانی از احراز هویت مبتنی بر پیامک در حساب‌های مرتبط با حساب‌های مایکروسافت، و امکان اجرا برنامه های دسکتاپ ویندوز در محیط واقعیت ترکیبی ویندوز (که قبلاً فقط به برنامه های جهانی و SteamVR محدود می شد). یک ویژگی جدید در Pro، Education و Enterprise که با نام Windows Sandbox شناخته می‌شود، به کاربران اجازه می‌دهد تا برنامه‌ها را در یک محیط امن Hyper-V اجرا کنند.
نسخه اصلاح‌شده‌ای از Game Bar در سال 1903 منتشر شد، که آن را به یک پوشش بزرگ‌تر با نمایش عملکرد، لیست دوستان Xbox و قابلیت‌های اجتماعی، و تنظیمات صوتی و جریانی دوباره طراحی کرد.

### نسخه ۱۹۰۹ (به‌روزرسانی نوامبر ۲۰۱۹)
نهمین بیلد پایدار ویندوز 10، نسخه 1909، با کد «19H2»، پس از اینکه از 26 آگوست 2019 در شعبه Insider Release Preview قرار داشت، در 12 نوامبر 2019 برای عموم منتشر شد. بر خلاف به روز رسانی های قبلی، این یکی به عنوان یک به روز رسانی خدمات جزئی و بدون ویژگی های جدید عمده منتشر شد.

### نسخه ۲۰۰۴ (به‌روزرسانی مه ۲۰۲۰)
دهمین بیلد پایدار ویندوز 10، نسخه 2004، با نام رمز "20H1"، پس از اینکه از 16 آوریل 2020 در شاخه Insider Release Preview قرار داشت، در 27 می 2020 برای عموم منتشر شد. ویژگی‌های جدید شامل دسترسی سریع‌تر و آسان‌تر به تنظیمات و جفت‌سازی بلوتوث، Kaomojis بهبودیافته، دسک‌تاپ مجازی قابل تغییر نام، DirectX 12 Ultimate، رابط کاربری مبتنی بر چت برای کورتانا، ادغام بیشتر با تلفن‌های Android در برنامه تلفن شما، Windows Subsytem for Linux (WSL) است. WSL شامل یک هسته لینوکس سفارشی، بر خلاف نسخه قبلی خود، امکان استفاده از Windows Hello بدون نیاز به رمز عبور، جستجوی بهبود یافته ویندوز با ادغام با File Explorer، گزینه دانلود ابری برای بازنشانی ویندوز، بهبود دسترسی، و توانایی مشاهده نوع درایو دیسک و دمای کارت گرافیک مجزا در Task Manager.

### نسخه 20H2 (به‌روزرسانی اکتبر ۲۰۲۰)
ویندوز ۱۰ اکتبر ۲۰۲۰ به روزرسانی (نسخه نام گذاری شده "20H2") دهمین بروزرسانی عمده ویندوز ۱۰ به عنوان به روزرسانی تجمعی برای به روزرسانی مه ۲۰۲۰ است، به روزرسانی در تاریخ ۲۰ اکتبر ۲۰۲۰ آغاز شد. تغییرات قابل توجه در به روزرسانی اکتبر ۲۰۲۰ شامل موارد زیر است:
- تم جدید در منوی شروع
- بهبود ماکروسافت اج
  - ماکروسافت اج مبتنی بر کرومیوم
  - دسترسی به صفحه با Alt+Tab ↹
  - دسترسی سریع به برگه‌های فعال برای سایت‌های پین شده در بالای مرورگر
  - ابزار مقایسه قیمت[۶]
- بهبود تجربه اعلان‌ها
- رابط کاربر اطلاعات سیستم کنترل پنل به صفحه تنظیمات دربارهٔ برنامه تنظیمات منتقل شد
- پیشرفت‌های مدیریت دستگاه مدرن (MDM)

### نسخه 21H1 (به‌روزرسانی مه ۲۰۲۱)
دوازدهمین ساخت پایدار ویندوز 10، نسخه 21H1، پس از اینکه از 17 فوریه 2021 در کانال بتا قرار داشت، در 18 می 2021 برای عموم منتشر شد. این به‌روزرسانی شامل پشتیبانی از چند دوربین برای Windows Hello، ویژگی «اخبار و علایق» در نوار وظیفه، و بهبود عملکرد Windows Defender Application Guard و WMI Group Policy Service است.

### نسخه 21H2 (به روزرسانی نوامبر 2021)
سیزدهمین ساخت پایدار ویندوز 10، نسخه 21H2، پس از اینکه از 15 ژوئیه 2021 در کانال بتا قرار داشت، در 16 نوامبر 2021 برای عموم منتشر شد. این به‌روزرسانی شامل پشتیبانی از محاسبات GPU در زیرسیستم ویندوز برای لینوکس (WSL) و Azure IoT Edge برای لینوکس در ویندوز (EFLOW)، مدل‌های استقرار ساده‌شده بدون رمز عبور برای Windows Hello for Business، پشتیبانی از WPA3 Hash-to-Element (H2E) بود. ) استانداردها و یک ویژگی برجسته جدید برای جستجو در نوار وظیفه.

### نسخه 22H2 (به روزرسانی 2022)
سیزدهمین و آخرین ساخت پایدار ویندوز 10، نسخه 22H2، پس از اینکه از 28 ژوئیه 2022 در کانال پیش نمایش انتشار قرار داشت، در 18 اکتبر 2022 برای عموم منتشر شد. این به‌روزرسانی کادر جستجو را دوباره در نوار وظیفه معرفی کرد و شامل Copilot در ویندوز، تجربه آب و هوای غنی‌تر در صفحه قفل، وضعیت سریع اضافی (مانند ورزش، ترافیک و امور مالی) در صفحه قفل و یک تم جدید دسکتاپ Spotlight Windows و حساب جدید بود. تجربه مدیر در منوی استارت.